# روس (تكساس)
روس (بالإنجليزية: Ross, Texas)‏ هي مدينة تقع بولاية تكساس في شمال شرق الولايات المتحدة. تبلغ مساحة هذه المدينة 4.5 (كم²)، وترتفع عن سطح البحر 174 م، بلغ عدد سكانها 228 نسمة في عام 2000 حسب إحصاء مكتب تعداد الولايات المتحدة وتصل الكثافة السكانية فيها 50.5 نسمة/كم2.

## التركيبة السكانية
حدّد مكتب تعداد الولايات المتحدة بيانات التركيبة السكانية لروس في تعداد الولايات المتحدة. في ما يلي، التركيبة السكانية حسب تعدادي 2000 و2010.

### تعداد عام 2000
بلغ عدد سكان روس 228 نسمة بحسب تعداد عام 2000، وبلغ عدد الأسر 85 أسرة وعدد العائلات 67 عائلة مقيمة في المدينة. في حين سجلت الكثافة السكانية 50.3 نسمة لكل كيلومتر مربع (130.3/ميل2). وبلغ عدد الوحدات السكنية 93 وحدة بمتوسط كثافة قدره 20.5 لكل كيلومتر مربع (53.1/ميل2).
وتوزع التركيب العرقي للمدينة بنسبة 96.93% من البيض و2.19% من الأمريكيين الأفارقة و0.88% من عرقين مختلطين أو أكثر و5.26% من الهسبانيون أو اللاتينيون من أي عرق.
بلغ عدد الأسر 85 أسرة كانت نسبة 37.6% منها لديها أطفال تحت سن الثامنة عشر تعيش معهم، وبلغت نسبة الأزواج القاطنين مع بعضهم البعض 67.1% من أصل المجموع الكلي للأسر، ونسبة 8.2% من الأسر كان لديها معيلات من الإناث دون وجود شريك،  بينما كانت نسبة 3.5% من الأسر لديها معيلون من الذكور دون وجود شريكة وكانت نسبة 21.2% من غير العائلات. تألفت نسبة 20% من أصل جميع الأسر من عدة أفراد يعيشون في نفس المنزل ونسبة 10.6% كانت تتألف من شخص يعيش بمفرده يبلغ من العمر 65 عاماً أو أكثر. وبلغ متوسط حجم الأسرة المعيشية 2.68، أما متوسط حجم العائلات فبلغ 3.09.
بلغ العمر الوسطي للسكان 37.5 عاماً. وكانت نسبة 27.6% من القاطنين تحت سن الثامنة عشر، وكانت نسبة 6.6% بين الثامنة عشر والرابعة والعشرين عاماً، ونسبة 28.1% كانت واقعةً في الفئة العمرية ما بين الخامسة والعشرين والرابعة والأربعين عاماً، ونسبة 22.8% كانت ما بين الخامسة والأربعين والرابعة والستين، ونسبة 14.9% كانت ضمن فئة الخامسة والستين عاماً فما فوق. يوجد لكل 100 أنثى 103.6 ذكر، ويوجد لكل 100 أنثى في الثامنة عشر من عمرها فما فوق 101.2 ذكر.
بلغ متوسط دخل الأسرة في المدينة 31,250 دولارًا، أما متوسط دخل العائلة فبلغ 41,875 دولارًا. وكان متوسط دخل الذكور 37,031 دولارًا مقابل 21,250 دولارًا للإناث. وسجل دخل الفرد الخاص بالمدينة 17,569 دولارًا. وكانت نسبة 4.5% من العائلات ونسبة 2.8% من السكان تحت خط الفقر، وكان من هؤلاء نسبة 0% تحت سن الثامنة عشر ونسبة 10% في الخامسة والستين من العمر وما فوق.

### تعداد عام 2010
بلغ عدد سكان روس 283 نسمة بحسب تعداد عام 2010، وبلغ عدد الأسر 106 أسرة وعدد العائلات 84 عائلة مقيمة في المدينة. في حين سجلت الكثافة السكانية 62.5 نسمة لكل كيلومتر مربع (161.9/ميل2). وبلغ عدد الوحدات السكنية 114 وحدة بمتوسط كثافة قدره 25.2 لكل كيلومتر مربع (65.3/ميل2).
وتوزع التركيب العرقي للمدينة بنسبة 99.65% من البيض و0.35% من الأمريكيين الأفارقة و7.07% من الهسبانيون أو اللاتينيون من أي عرق.
بلغ عدد الأسر 106 أسرة كانت نسبة 34% منها لديها أطفال تحت سن الثامنة عشر تعيش معهم، وبلغت نسبة الأزواج القاطنين مع بعضهم البعض 60.4% من أصل المجموع الكلي للأسر، ونسبة 7.5% من الأسر كان لديها معيلات من الإناث دون وجود شريك،  بينما كانت نسبة 11.3% من الأسر لديها معيلون من الذكور دون وجود شريكة وكانت نسبة 20.8% من غير العائلات. تألفت نسبة 17.9% من أصل جميع الأسر من عدة أفراد يعيشون في نفس المنزل ونسبة 8.5% كانت تتألف من شخص يعيش بمفرده يبلغ من العمر 65 عاماً أو أكثر. وبلغ متوسط حجم الأسرة المعيشية 2.67، أما متوسط حجم العائلات فبلغ 2.95.
بلغ العمر الوسطي للسكان 43.5 عاماً. وكانت نسبة 24.4% من القاطنين تحت سن الثامنة عشر، وكانت نسبة 7.8% بين الثامنة عشر والرابعة والعشرين عاماً، ونسبة 19.1% كانت واقعةً في الفئة العمرية ما بين الخامسة والعشرين والرابعة والأربعين عاماً، ونسبة 32.9% كانت ما بين الخامسة والأربعين والرابعة والستين، ونسبة 15.9% كانت ضمن فئة الخامسة والستين عاماً فما فوق. وتوزع التركيب الجنسي للسكان بنسبة 48.4% ذكور و51.6% إناث.

## وصلات خارجية
- The US50 - Cities and Towns in Texas State